# Çatbaşı, Yayladağı
Çatbaşı là một xã thuộc huyện Yayladağı, tỉnh Hatay, Thổ Nhĩ Kỳ. Dân số thời điểm năm 2011 là 694 người.